# Eduard Zeller (politik)
Eduard Zeller (16. září 1857 Městec Králové – 10. prosince 1915 České Budějovice) byl rakouský politik německé národnosti z Čech, koncem 19. století poslanec Říšské rady.

## Biografie
Původním povoláním byl košíkář. Byl aktivní v Sociálně demokratické straně Rakouska. Po krátkou dobu vedl dělnický spolek Svornost v Litoměřicích. Od roku 1882 byl redaktorem listu Hlas lidu v Teplicích. Toho roku byl v procesu se severočeskými sociálními demokraty odsouzen na pět měsíců do vězení. Pak odešel do Bavorska a později do Švýcarska. V období let 1885–1894 působil jako prezident německých dělnických spolků v Ženevě. Následně se vrátil do Rakouska-Uherska a byl zaměstnán v okresní nemocenské pokladně v Teplicích. Spoluzakládal lokální list Die Freiheit.
Na konci 19. století se zapojil i do celostátní politiky. Ve volbách do Říšské rady roku 1897 byl zvolen a zastupoval všeobecnou kurii, 5. volební obvod: Žatec, Přísečnice atd. V roce 1897 se profesně uvádí jako úředník plynárny, bytem Teplice.
Uvádí se též jako předseda odborového svazu řemeslníků. Zemřel v prosinci 1915.